# Orthacris comorensis
Orthacris comorensis är en insektsart som beskrevs av Singh, A. och D.K.M. Kevan 1965. Orthacris comorensis ingår i släktet Orthacris och familjen Pyrgomorphidae. Inga underarter finns listade i Catalogue of Life.